# 田園回帰
田園回帰とは、過疎地域において都市部から人の移住・定住の動きが活発化している現象。

## 日本

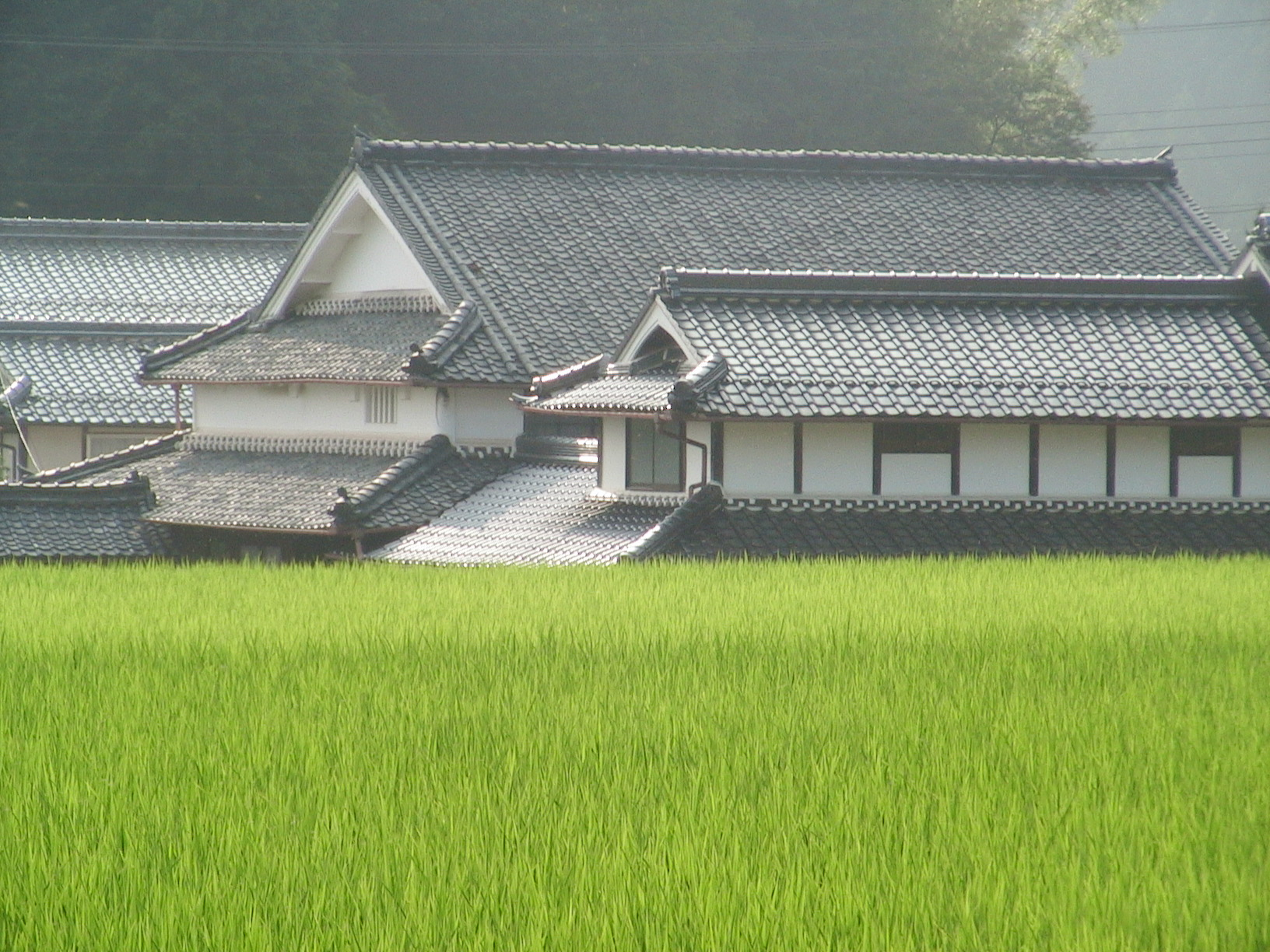
日本の田園と古民家

日本の明治大学教授・小田切徳美は、かつて全国に先駆けて過疎化が始まった中国山地において、2010年代から田園回帰の動きが始まったとしている。例えば、島根県邑南町では2013年度における人口（日本人）の社会動態が社会増に転じたとされる。
島根県中山間地域研究センターの藤山浩は、地区人口の1%ほどの移住者を呼び込めば、企業誘致・特産品開発に頼る必要はないとする「田園回帰1%戦略」を提唱している。これについて松山大学の社会学者市川虎彦は、人口の1%を取り戻すのは多くの自治体にとって非常に難易度が高いと指摘している。

## イギリス
18世紀後半のイギリスでは第二次囲い込み運動により、これまで自由に使っていた共有地を失った農民たちが、産業革命によって工業化した都市へと移住した。半強制的に自然環境から切り離された都市部住民たちの間には、「田舎暮らし」を理想とする考えが広まった。都市部で財を成した上流・中産階級の人々は、地方に大豪邸を建てて住み始めるようになる。年4回の「国民の休日」が認められると、決して裕福ではない人々も地方に貸別荘を借りて過ごすようになった。ただし、都市部で働く人々は、地方に長くとどまることができなかったため、都会の住居に地方の邸宅の様式を取り入れた「カントリースタイル」が普及した。

## 中国
中華人民共和国では、伝統的に田園地帯が文化の核であったが、改革開放で急速な都市化中心主義が広まった。しかし2015年時点で知識人・富裕層・投資家などに都市の喧騒や公害を嫌って田園地帯への移住を志向する「田園回帰」のような考え方が広まっているとされている。